# 難波日香蚊

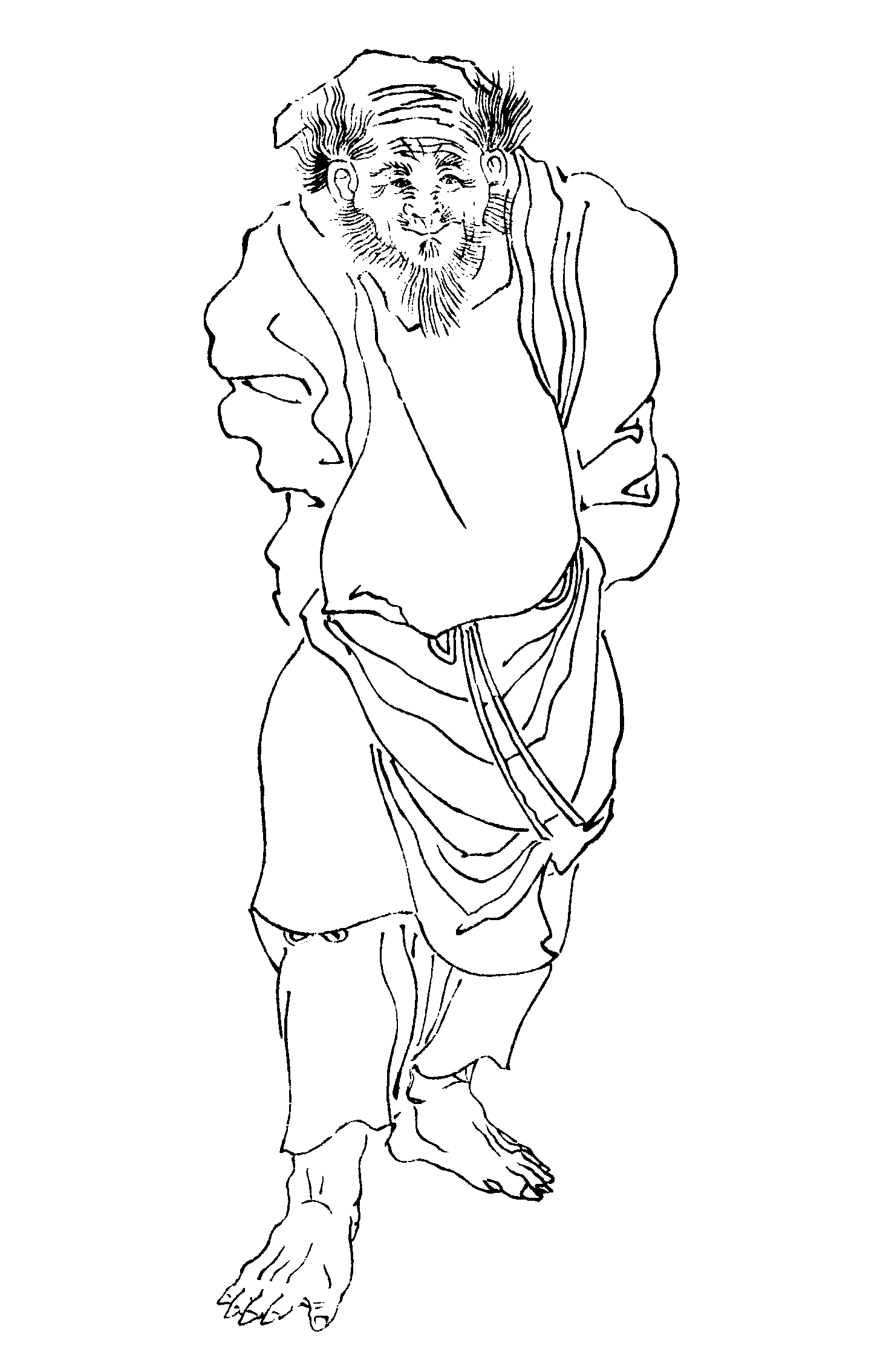
難波日香蚊（『前賢故実』より）

難波 日香蚊（なにわ の ひかか、生年不明 - 推定454年（安康天皇元年2月））は、『日本書紀』などに伝わる古代日本の豪族。姓は吉士。『古事記』には彼に関する記載は存在しない。名は日香香とも記される。

## 出自
『新撰姓氏録』「河内国皇別」によると、難波吉士（難波連・難波忌寸）氏は「大彦命之後也」とされており、阿倍氏と同族であるとされている。「吉士」という称号は元々は、古代朝鮮において「王」・「首長」を意味するものであり、日本では渡来人の称号として用いられ、「姓」や「氏」ともなったものである。『古事記』中巻には、難波吉師部の祖だとする伊佐比宿禰（いさい の すくね）が忍熊王の将軍に任命されたとあり、『日本書紀』神功皇后摂政元年2月条には麛坂皇子・忍熊王の武将に、吉師の祖先と称する五十狭茅宿禰（いさち の すくね）が東国の兵を興したとある。

## 記録
『日本書紀』巻十三によると、推定454年、大草香皇子（おおくさか の みこ）は根使主（ねのおみ）の讒言（ざんげん）を信じた安康天皇により殺されてしまった。この時に、皇子に仕えていた日香蚊とその2人の子供たちは、皇子が無実の罪で殺されたことを悲しんで、日香蚊は皇子の首を抱き、二人の子供たちは皇子の足をとらえて、以下のように唱えたという。
| 「 | 「吾（わ）が君、罪旡（な）くして死（し）にたまふこと、悲（かな）しきかな。我（やつがれ）父子（かぞこ）三人（みたり）、生（い）きてまししときには事(つか)へまつり、死（し）にますときに殉（したが）ひまつらはずは、是（これ）臣（やつこ）だにもあらず」 | 」 |

そう言って、自刎して、皇子の屍のかたわらで死んでいった。軍兵たちはみなこれを見て悲しみのなみだを流した、という。
『書紀』巻第十四によると、推定470年、前の月に呉織・漢織および衣縫の兄媛・弟媛らを連れて来日した呉（くれ、中国の南朝、現在の華南）の使節を接待していた雄略天皇は、根使主を呉人らの共食者（あげたげびと）に選んでいた。しかし、このことがきっかけで根使主の十数年前の「嘘」が露顕してしまい、根使主は攻め滅ぼされた。そして天皇は日香蚊の子孫を捜し回り、姓を与えて、大草香皇子の名にちなみ、「大草香部吉士」と名乗らせた、という。
『書紀』巻第二十九によると、子孫の草香部吉士大形は681年（天武天皇10年正月）に「難波連」の氏姓を授けられた。683年には草香部吉士氏全体も、「連」の姓を与えられた。「八色の姓」制定により、685年、難波連氏は、「忌寸」の姓を授与されている。